# 3JS

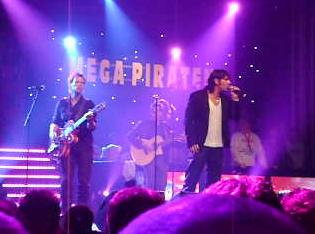
3JS en 2008.

3JS est un groupe de musique néerlandais composé de Jan Dulles, Jaap Kwakman et de Jaap de Witte. 
Ils ont représenté les Pays-Bas lors du Concours Eurovision de la chanson 2011.